# Pavol Blažek
Pavol Blažek (ur. 9 lipca 1958 w Trnawie) – słowacki lekkoatleta startujący w barwach Czechosłowacji, a następnie Słowacji.
Występował w chodzie sportowym. Dwukrotnie zdobywał medale na mistrzostwach Europy w chodzie na 20 km. W Atenach 1982 zajął 3. miejsce, a w Splicie 1990 był pierwszy. W  Stuttgarcie 1986 zajął 6. miejsce na tym samym dystansie.
Dwukrotnie zdobył mistrzostwo Czechosłowacji w chodzie na 20 km w 1990 i 1991.
Czterokrotnie startował w igrzyskach olimpijskich:
- Moskwa 1980
  - chód na 20 km – 14. miejsce
  - chód na 50 km – 10. miejsce
- Seul 1988
  - chód na 20 km – 15. miejsce
  - chód na 50 km – 12. miejsce
- Barcelona 1992
  - chód na 20 km – 17. miejsce
  - chód na 50 km – 29. miejsce
- Atlanta 1996 (w reprezentacji Słowacji)
  - chód na 20 km – 46. miejsce

Pięć razy wziął udział w mistrzostwach świata:
- Helsinki 1983
  - chód na 20 km – 6. miejsce
  - chód na 50 km – 17. miejsce
- Rzym 1987
  - chód na 20 km – 11. miejsce
  - chód na 50 km – 18. miejsce
- Tokio 1991
  - chód na 20 km – 17. miejsce
- Stuttgart 1993 (w reprezentacji Słowacji)
  - chód na 20 km – 15. miejsce
- Göteborg 1995
  - chód na 50 km – 17. miejsce

Na II Halowych Mistrzostwach Świata (Budapeszt 1989) zajął 6. miejsce w chodzie na 5000 metrów.
Cztery razy wystąpił w halowych mistrzostwach Europy w chodzie na 5 km:
- Budapeszt 1988 – 9. miejsce
- Haga 1989 – 4. miejsce
- Glasgow 1990 – 4. miejsce
- Paryż 1994 – 6. miejsce (w repr. Słowacji)